# Heungseon-dong
Heungseon-dong (koreanska: 흥선동) är en stadsdel i staden Uijeongbu i provinsen Gyeonggi i den norra delen av Sydkorea, 20 km norr om huvudstaden Seoul.